# Porto Novo (Cabo Verde)
Porto Novo es un municipio caboverdiano situado en la isla de Santo Antão. Con una población que suma un tercio de los habitantes de la isla, es la principal ciudad de la isla, localizada en su parte meridional.
La cota más alta de Porto Novo es el Tope de Coroa (1979 m). Posee también una importante industria pesquera y agricultura.

## Geografía física
El municipio está situado en la zona sur de la isla, limita por el norte con los municipios de Paul y Ribeira Grande, y con el océano Atlántico por el resto de puntos cardinales.

## Demografía
| Gráfica de evolución demográfica de Porto Novo entre 1940 y 2021 |
| |
| Población del municipio entre los años 1940 y 2010 según el censo de población de la página web Opendataforafrica.org. Población estimada según el Instituto Nacional de Estatística de Cabo Verde. Población según el resultado censal preliminar de 2021 del Instituto Nacional de Estatística de Cabo Verde según la página web citypopulation.de. |

## Organización territorial
Consta de dos freguesias:
- Santo André
- São João Baptista

## Economía
En el municipio hay una fábrica de cemento.

## Transportes

### Puerto

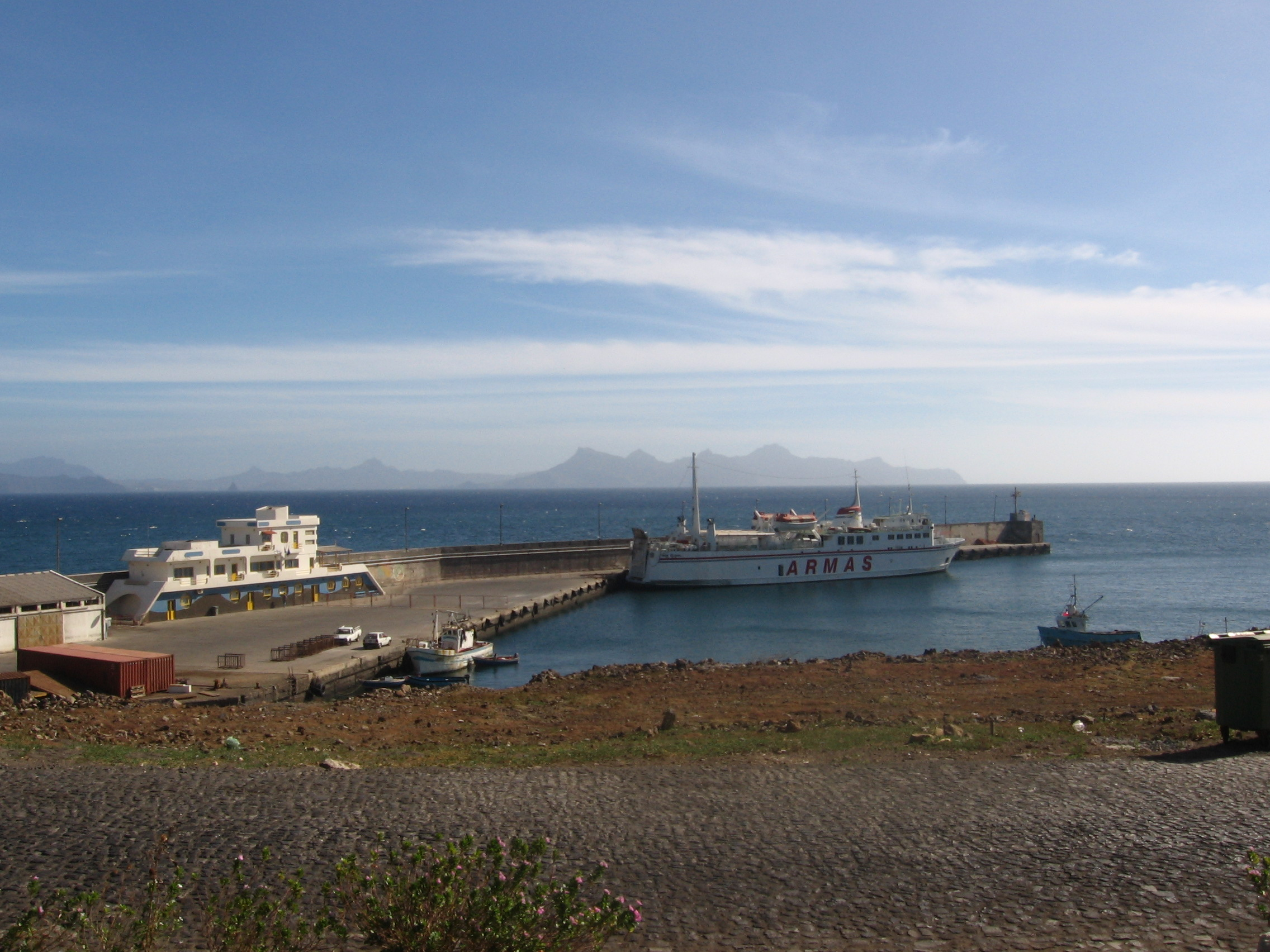
Vista del puerto

Porto Novo dispone de un puerto remodelado en el año 2012, que tiene dos conexiones diarias con Mindelo

## Servicios públicos

### Abastecimiento
La ciudad se surte de agua mediante una desalinizadora que se inauguró a finales del año 2007.

## Festividades
El 24 de junio son las fiestas de San Juan.

## Deportes

### Entidades deportivas
Actualmente cuenta con siete equipos de fútbol entre los que destacan; Académica do Porto Novo y Sporting Clube do Porto Novo.

### Instalaciones deportivas
En la localidad de Porto Novo se sitúa el Estadio Municipal de Porto Novo, construido en 2009 al oeste de la ciudad.

### Eventos deportivos
El campeonato regional de Santo Antão Sur se juega en el municipio así como otras competiciones de fútbol como la Copa de Porto Novo.